# A magyar állam tulajdonában álló műemlékek listája Zala vármegyében
Az alábbi lista a Zala vármegyében található, magyar állam tulajdonában álló, országos műemléki védettségű ingatlanokat tartalmazza.
 Az alábbi műemléki lista a Magyar Nemzeti Vagyonkezelő Zrt. nyilvántartásának 2013. szeptemberi állapotán alapul, az oldal tartalma csupán tájékoztató jellegű! Az országos műemléki nyilvántartás közhiteles forrása a Lechner Lajos Tudásközpont.
|  | Bővebben: Georgikon |

|  | Bővebben: Festetics-kastély (Keszthely) |

|  | Bővebben: Festetics-kastély (Keszthely) |

|  | Bővebben: Festetics-kastély (Keszthely) |

|  | Bővebben: Festetics-kastély (Keszthely) |

|  | Bővebben: Festetics-kastély (Keszthely) |

|  | Bővebben: Festetics-kastély (Keszthely) |

|  | Bővebben: rezi vár |

|  | Bővebben: Batthyány-kastély (Zalaszentgrót) |

|  | Bővebben: Tátika-vár |

|  | Bővebben: Ferences kolostor (Búcsúszentlászló) |

|  | Bővebben: Kiskastély (Zalaszentgrót) |